# Остерија Сан Мартино (Парма)
Остерија Сан Мартино је насеље у Италији у округу Парма, региону Емилија-Ромања.
Према процени из 2011. у насељу је живело 43 становника. Насеље се налази на надморској висини од 35 м.